# Xinhua (Shijiazhuang)
Xinhua léase Sin-Juá (en chino simplificado, 新华区; pinyin, Xīnhuá qū, lit: nueva China) es un distrito urbano bajo la administración directa de la ciudad-prefectura de Shijiazhuang. Se ubica en la provincia de Hebei, este de la República Popular China. Su área es de 92 km² y su población total para 2010 fue más de 600 mil habitantes.

## Administración
El distrito de Xinhua se divide en 15 pueblos que se administran en 11 subdistritos, 2 poblados y 2 villas.